# Isonychus cervinus
Isonychus cervinus är en skalbaggsart som beskrevs av Wilhelm Ferdinand Erichson 1847. Isonychus cervinus ingår i släktet Isonychus och familjen Melolonthidae. Inga underarter finns listade i Catalogue of Life.